# Aéroport de Punta Gorda
 (février 2017).
Si vous disposez d'ouvrages ou d'articles de référence ou si vous connaissez des sites web de qualité traitant du thème abordé ici, merci de compléter l'article en donnant les références utiles à sa vérifiabilité et en les liant à la section « Notes et références ».
L'aéroport de Punta Gorda (code IATA : PGD • code OACI : KPGD • code FAA : PGD) est un aéroport civil qui dessert la ville de Punta Gorda (Floride), aux États-Unis.

## Situation
| Daytona Beach Fort Lauderdale Fort Myers Gainesville Jacksonville Key West Orlando-Melbourne Miami Orlando Orlando-Sanford Panama City Pensacola Punta Gorda Sarasota-Bradenton St. Augustine St. Petersburg-Clearwater Tallahassee Tampa Valparaiso Palm Beach Naples Vero Beach |

## Statistiques
Pour des raisons techniques, il est temporairement impossible d'afficher le graphique qui aurait dû être présenté ici.

Voir la requête brute et les sources sur Wikidata.

## Compagnies et destinations
| Compagnies    | Destinations | Refs  |
| ------------- | --- | ----- |
| Allegiant Air | - Albany, - Allentown-Bethlehem-Easton, - Appleton-Outagamie, - Asheville, - Saint-Louis MidAmerica, - Cedar Rapids, - Greater Rockford (en), - Cincinnati-Northern Kentucky, - Cleveland-Hopkins, - Columbus (Rickenbacker Int'l), - Concord, C. du N. (en), - Dayton, - Des Moines, - Flint-Bishop, - Fort Wayne (en), - Grand Rapids-G. R. Ford, - Greenville-Spartanburg, - Harrisburg (Middletown), - Huntington (Tri-State/Milton), - Indianapolis, - Kansas City, - Knoxville-McGhee Tyson (en), - Lexington-Blue Grass (en), - Louisville-Standiford Field, - Nashville, - Newburgh-Stewart, - Niagara Falls, - Greater Peoria (en), - Pittsburgh, - Portsmouth, New Hampshire (en), - Providence-T. F. Green, - Raleigh-Durham, - Rochester (État de New York), - South Bend (Indiana) (en), - Springfield (en), - Toledo Express En saison : - Charleston, - Elmira/Corning, - Memphis, - Moline (Quad-City) (en), - Norfolk, - Omaha-Eppley, - Plattsburgh, - Richmond-Byrd Field, - Savannah, - Sioux Falls, - Springfield–Branson (en), - Saint-Cloud, Minnesota (en), - Syracuse-Hancock, - Traverse City-Cherry Capital | [ 3 ] |

Édité le 19/06/2020